# Анаников, Валентин Павлович
Валенти́н Па́влович Ана́ников (род. 18 апреля 1975, Макеевка, УССР) — российский химик, заведующий лабораторией Института органической химии им. Н. Д. Зелинского РАН (ИОХ РАН), член Координационного совета по делам молодёжи в научной и образовательной сферах при Совете при Президенте РФ, член-корреспондент РАН с 29 мая 2008 года по Отделению химии и наук о материалах (специальность «Физическая химия наноразмерных структур»), академик РАН с 15 ноября 2019 года.

## Биография
Родился в городе Макеевка Украинской ССР, в семье понтийских греков. В 1996 году окончил Донецкий национальный университет. В 1999 году защитил кандидатскую диссертацию «Активация тройной связи комплексами платины и палладия», в 2003 году — диссертацию на соискание учёной степени доктора химических наук по теме «Активация связей элемент-элемент и элемент-водород в реакциях присоединения к ацетиленовым углеводородам».
Автор более 300 научных работ. Под руководством В. П. Ананикова защищено 23 кандидатских и 3 докторских диссертаций.

## Награды
- медаль РАН с премией для молодых ученых (2000)
- персональные гранты международных ученых фондов Европы и США (1999—2001)
- Государственная премия Российской Федерации для молодых учёных за выдающиеся работы в области науки и техники (2004)
- лауреат программы Фонда содействия отечественной науке «Выдающиеся ученые — доктора наук РАН» (2005)
- грант президента РФ для молодых ученых (2008)
- Премия имени А. А. Баландина РАН (совместно с И. П. Белецкой, за 2010 год) — за работу «Катализируемые переходными металлами реакции присоединения к ацетиленовым углеводородам»
- Премия им. Ю. Либиха, присуждённая Немецким химическим обществом за выдающиеся достижения в органической химии (2010)
- Russian Highly Cited Researchers Award, Clarivate Analytics Thomson Reuters, (2015)
- Награда ведущей японской компании Hitachi High-Technologies "За новый подход и выдающийся вклад в разработку новых стандартов применения электронной микроскопии в химии" (2016)
- Organometallics 2016 Distinguished Author Award Lectureship (Американское химическое общество, 2016)[6]
- Премия Reaxys Award Russia (2019)
- Премия имени Н. Д. Зелинского РАН (2020) — за цикл трудов «Исследование наноразмерных каталитических систем на молекулярном уровне и создание высокоэффективных катализаторов для решения задач тонкого органического синтеза»
- лауреат Научной премии Сбера (2023)
- Международная университетская премия в области искусственного интеллекта «Гравитация» в номинации "Прорывные научные исследования и разработки" (2023)
- Международная премия имени В.В. Марковникова за выдающийся вклад в области органической химии (2024)
- Избран почетным академиком Академии наук Республики Башкортостан